# Whitestarr
Whitestarr è un gruppo rock statunitense proveniente da Malibù, California.  Il cantante del gruppo Cisco Adler è il figlio del produttore discografico Lou Adler, mentre il batterista Alex Orbison è il figlio del cantante Roy Orbison.

## Storia del gruppo
Il gruppo si forma nel 2000, e firma un contratto con la Atlantic Records, che però viene sciolto poco dopo. I Whitestarr rimangono ottengono una notevole popolarità partecipando alla trasmissione televisiva The Rock Life su VH1. Lo show è un "rockumentary", in cui le telecamere seguono le vite dei componenti del gruppo sul palco, negli studi d'incisione e nella vita di tutti i giorni..
Nel settembre 2007, Cisco Adler, frontman del gruppo ha annunciato di aver deciso di "prendersi una vacanza" dal gruppo per poter intraprendere alcuni progetti da solista, aggiungendo che comunque i Whitestarr non sono sciolti. Il primo progetto da solista di Adler è stata la collaborazione all'album di debutto del rapper Shwayze, in cui il cantante partecipa in ogni brano.

## Membri
- Cisco Adler - cantante
- Alex "Orbi" Orbison - batteria
- Damon Webb - basso
- Jeramy "Rainbow" Gritter - chitarra
- Tony Potato - coreografia
- Johnny Zambetti - chitarra

## Discografia
- 2006 - Luv Machine
- 2007 - Fillith Tillith